# Than Shwe
Than Shwe (en birmano: သန်းရွှေ, STCLB (MLCTS): San: Hrwe, ALA-LC: San‘″ Rvh’e, BGN-PCGN: Than: Shwe, Okell: Thàñ Hywei; pronunciación birmana: [ θáɴ ʃwè ]; Kyaukse, 2 de febrero de 1933), general del Ejército de Birmania y Jefe del Estado desde el 23 de abril de 1992 hasta el 4 de febrero del 2011 en calidad de Presidente del Consejo de Estado para la Paz y el Desarrollo.
Se alistó en el ejército con veinte años, ascendiendo a capitán en 1960. Después del golpe de Estado de 1962, ocupó puestos importantes en el ejército, llegando a coronel en 1978. En 1985 llega al puesto de Viceministro de Defensa, al tiempo que asciende a General.
Tras el golpe de Estado del 18 de septiembre de 1988 y constituida la Junta Militar bajo el nombre de Consejo de la Restauración de la Ley y el Orden del Estado, Shwe pasó a formar parte de la misma como uno de sus 21 miembros. El 23 de abril de 1992 ascendió a la Jefatura del Estado y Comandante en Jefe de las Fuerzas Armadas.
Cambió el nombre del Estado de Birmania a Myanmar e inició el proceso de redacción de una nueva constitución con tintes democráticos pero en realidad permitió perpetuar la dictadura e impedir a la Liga Nacional por la Democracia (LND) y a la electa presidenta de Birmania, Aung San Suu Kyi, Premio Nobel de la Paz, gobernar el país. Al mismo tiempo, reconcilió a su país con los organismos internacionales, como la ASEAN y decidió que la Cruz Roja pudiera de nuevo actuar en el país y, junto a Amnistía Internacional, emitir informes sobre la situación de los derechos humanos. Desarrolla un estilo de dictadura de fuerte represión contra las minorías étnicas y religiosas y contra cualquier ciudadano que se manifieste por la democracia, provocando al menos 250 mil desplazados y la detención de líderes opositores y periodistas.
En agosto y septiembre de 2007 se produjo un levantamiento popular liderado por monjes budistas contra la dictadura conocido como Revolución Azafrán.
La junta militar se disolvió oficialmente el 30 de marzo de 2011, con la inauguración del nuevo gobierno.

## Pospresidencia
El general Than Shwe está oficialmente retirado, pero aún ejerce influencia. Él lee y sigue las noticias diarias y mantiene reuniones con su personal, líderes militares y altos funcionarios del gobierno, incluido la consejera estatal Daw Aung San Suu Kyi.
Daw Aung San Suu Kyi se reunió con Than Shwe cuando se desempeñó como líder supremo de la junta de gobierno en un esfuerzo fallido por negociar un acuerdo político. Pero han surgido muy pocos detalles sobre la naturaleza del acuerdo al que intentaban llegar, o precisamente por qué falló.
Desde su retiro, se han celebrado varias reuniones no públicas. Se cree que la primera tuvo lugar en la primera semana de diciembre de 2015, poco después de que Daw Aung San Suu Kyi ganara abrumadoramente las elecciones generales. Than Shwe dijo que la apoyaría "lo mejor que pueda" si realmente trabajara para el desarrollo del país, según informes de prensa.